# Pingst förvaltning
Pingst förvaltning AB (tidigare Dagengruppen AB) ägs till 85 procent av 371 pingstförsamlingar och drygt 4500 privatpersoner. Pingstförvaltning är moderbolag för AB Samspar, samt en av huvudägarna i den Norska mediekoncernen Mentor Medier AS.
2009 bytte företaget namn från Dagengruppen till det nuvarande Pingst förvaltning. Bytet gjordes för att inte blandas samman med tidningen Dagen som man tidigare var huvudägare av.  Det nya namnet tydliggör också kopplingen till pingströrelsen.
Vd sedan 2008 är Peo Larsson som också varit direktor för Pingst FFS.